# فويرزينقينبول
فويرزينقينبول (باللغة الالمانية: Feuerzangenbowle ) هو مشروب كحولي ألماني تقليدي، حيث أنه توضع ألواح السكر المنقوعة بمشروب الروم على النار، وتبدأ بالتقطير في النبيذ الساخن. يعتبر هذا الشراب في بعض الاحيان جزء من تقليد ليلة رأس السنة الميلادية وعيد الميلاد (الكريسمس).  يأتي معنى هذا المشروب حرفياً بلكمة النار. حيث أن مقطع بول (bowle) يأتي بمعنى لكمة (punch) التي تم اخذها من اللغة الانجليزية.

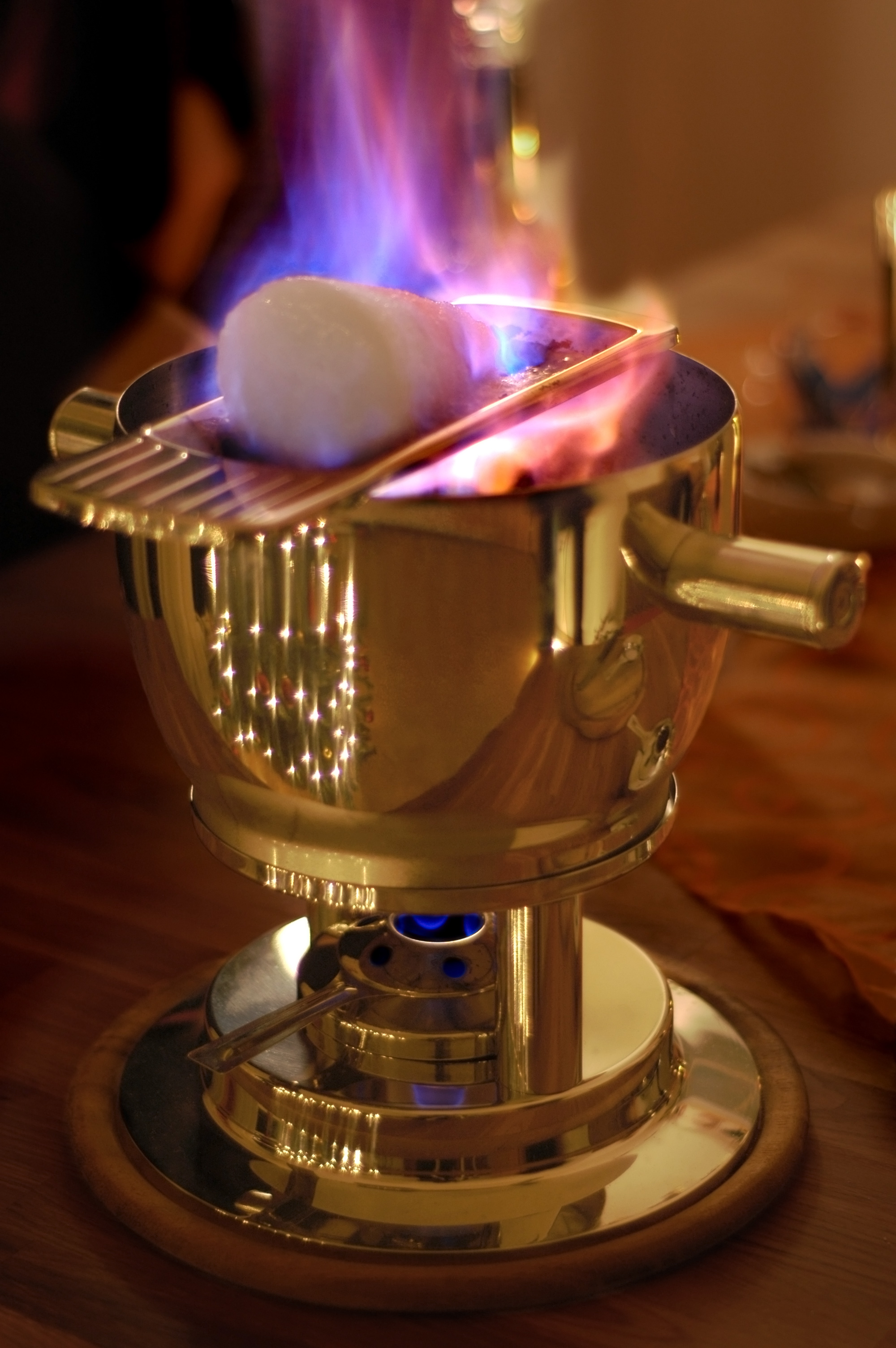
فويرزينقينبول

لقد حظي المشروب بشعبية كبيرة في ألمانيا ويعود الفضل إلى الفلم الكوميدي Die Feuerzangenbowle الذي صدر عام 1944. يعتبر هذا المشروب مشروب تقليدي لبعض الاخوية الألمانية، الذين يطلقون على هذا المشروب اسم كرامبامبيلا (Krambambuli)، ويعود سبب التسمية إلى أنه اللون الأحمر يذكرهم بمشروب الكرز (كحول)، الذي تم تصنيعه من قبل معمل التقطير غولدفاسر في مدينة غدانسك.

## كيفية الصنع
يتم تحضير فويرزينقينبول في وعاء يشبه مجموعة فوندو، الذي يتم عادة وضعه فوق موقد صغير.
يوضع في الوعاء النبيذ الاحمر الجاف الساخن، ويكون متبل مع عيدان القرفة، وقرنفل، وليسوم حقيقي، وقشر البرتقال، مثل طريقة تحضير النبيذ الساخن.
كانت الفويرزينقي  (Feuerzange) قديماً زوجاً من الملاقط، ولكن في الوقت الحاضر تعرف أنها نوع من المشابك المعدنية المصممة لوضعها أعلى الوعاء لغرض تثبيت ألواح السكر ( هي مكعب من السكر تزن 250 جرام). ينقع السكر مع مشروب الروم ويوضع على النار ليذوب ويتكرمل. يجب أن يحتوي مشروب الروم على نسبة كحول لا تقل عن 54% بالمئة في الحجم المئوي (ABV:  الكحول من حيث الحجم)، انه مماثل لمشروب الروم النمساوي، ويجب أن تكون درجة حرارته مماثلة لدرجة حرارة الغرفة حتى يحترق كما ينبغي. يتم سكب المزيد من مشروب الروم بمغرفة حتى يذوب كل السكر ويخلط مع النبيذ. بعد ذلك يتم تقديمه في أكواب بينما الموقد يبقي الوعاء دافئ. بالنسبة للبعض، يعتبر الإحتفال أكثر أهمية من المشروب نفسه، حيث يجتمع ويحتفل الاصدقاء معاً، وينقلون فكر الشعور بالدفئ والامان.

## أنظر أيضا
نبيذ الماني

## وصلات خارجية
النبيذ الساخن
النبيذ النمساوي